# 代々木ライブラリー
代々木ライブラリー（よよぎらいぶらりー）は、かつて日本に存在した代々木ゼミナール系の出版社・書店の運営会社である。会社は2019年に株式会社日本入試センターに吸収合併されたが、以後も引き続き、同社が出版する書籍のブランド名として「代々木ライブラリー」の名が使われている。
大学受験関連書籍等を販売する書店として、1973年に開業したが、店舗については2016年頃までにすべて閉店されたものと見られる。
出版事業としては、代々木ゼミナール講師らによる大学入試用学習参考書や、種々の問題集（白本）を刊行していた。また、SAPIX系の書籍の出版・流通が実質的に委託されていた。

## 店舗
代々木ゼミナールのいくつかの校舎には、この書店が付設されていた。書籍・入学試験要項（願書）・文房具・代ゼミグッズを取り扱っていた他、店舗によっては飲食物も取り扱っていた。
本店以外は店名と校名が一致していた。 (例:新潟店→新潟校)
- 本店 - 本部校代ゼミタワー併設の「代ゼミタワー アネックス」1階。2015年2月6日限りで閉店。2008年までの代々木校時代は、JEC日本入試センター（サンライズ第２ビル）1階にあった。
- 札幌店 - 2012年1月31日限りで閉店。
- 仙台店 - 閉校済
- 新潟店
- 津田沼店 - 津田沼校B館（校舎閉鎖済）
- 横浜店 - 横浜校2号館1階。2012年1月31日限りで閉店。（校舎閉鎖済）
- 名古屋店 - 名古屋校本館
- 京都店 - 閉校済
- 大阪店 - 閉校舎済
- 大阪南店
- 福岡店

## 主な出版物

### 「白本」
- 大学入試センター試験過去問題集
- 大学入試センター試験実戦問題集（予想問題集）
- 東大入試プレ問題集 - 英語，数学，国語，理科，地歴
- 早大入試プレ問題集 - 英語（全学部），数学（理工三学部，教育学部（理系）のみ），国語

### 英語
- 『ポレポレ英文読解プロセス50』 - 西きょうじ

### 数学
- 『荻野の勇者を育てる数学Ⅲ』 - 荻野暢也
- 『荻野の天空への理系数学』 - 荻野暢也

## その他
- かつては代々木ゼミ方式と言うブランドの参考書が数多く出版されていたが、2010年代後半にはこの名前を用いない参考書も発売されている。
- かつては年次版の『大学入試ドイツ語問題集』『大学入試フランス語問題集』の刊行、販売(代々木ライブラリー(書店)内のみで)もしていた。
- 「中学受験ガイド」等のSAPIXグループに関連した書籍は、2015年の吸収合併以降このブランドから出版されている。